# Деєво
Де́єво (рос. Деево) — село у складі Алапаєвського міського округу (Верхня Синячиха) Свердловської області.
Населення — 938 осіб (2010, 906 у 2002).
Національний склад населення станом на 2002 рік: росіяни — 97 %.